# Хустиль
Хустиль (таб. Хустӏил) — село в Табасаранском районе Республике Дагестан (Россия). Входит в состав сельского поселения «Сельсовет Дюбекский».

## География
Расположено в 4 км к северу от районного центра села Хучни.

## Инфраструктура

### Культура
- Центр традиционной культуры народов России.[2]

## Достопримечательности
- На восточной окраине от села находится знаменитая пещера Дюрк, которая посещается туристами.

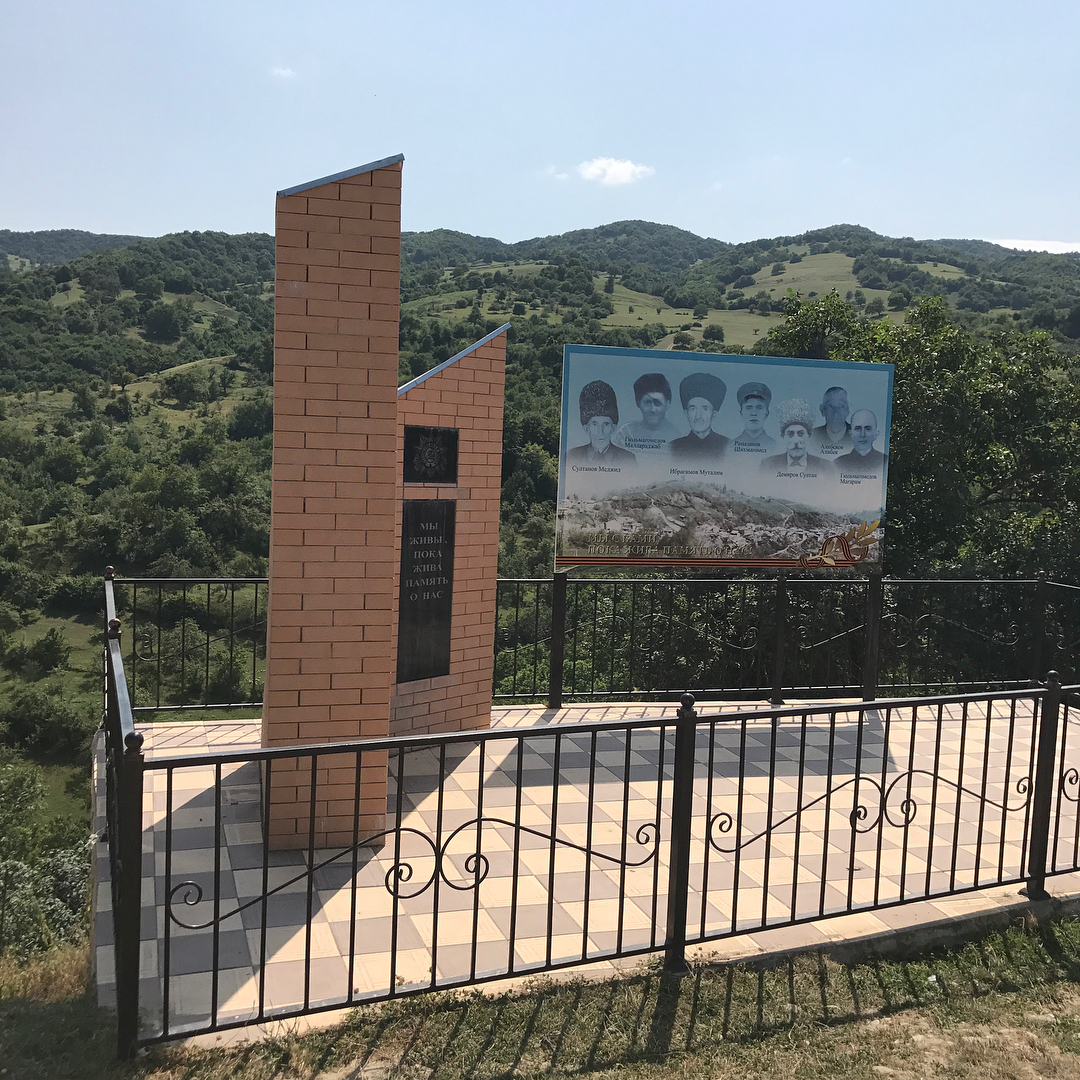
Памятник воинам ВОВ в с. Хустиль

## Население
| 1895 | 1926 | 1939 | 1970 | 1989 | 2002 | 2010 |
| ---- | ---- | ---- | ---- | ---- | ---- | ---- |
| 223  | ↗310 | ↗323 | ↗432 | ↗478 | ↗598 | ↘594 |
| 2021 |      |      |      |      |      |      |
| ↘425 |      |      |      |      |      |      |